# Afroheriades hennigi
Afroheriades hennigi là một loài Hymenoptera trong họ Megachilidae. Loài này được Peters mô tả khoa học năm 1978.